# Els Vinardells, grallers del Penedès
Els Vinardells, grallers del Penedès —o simplement els Vinardells— és una colla de grallers penedesenca nascuda l’any 2004 i formada per Jordi Mestres (gralla primera) i Maria Mestre (gralla segona), Jordi Catasús (gralla baixa) i Xavier Vila (timbal).
Després de participar en diverses cercaviles per la Festa Major de Vilafranca del Penedès van publicar Els Vinardells fan Festa Major! el 2013. Es tracta d'un doble CD amb un recull de totes les músiques de la Festa Major de la vila, amb una harmonització pròpia per a grup de grallers i timbaler, les partitures de la qual es van publicar en un llibre amb el mateix títol.
El 2015 van estrenar l'espectacle Separar el gra de la gralla amb guió de David Puertas i protagonitzat per l’actriu penedesenca Roser Ràfols. Es tractava d'un recull de melodies i danses d'arreu dels Països Catalans arranjades per Jordi Molina, Josep Maria Mayol, Marcel Casellas, Ivan Joanals, Àlex Cassanyes i Lluís Giménez.